# Igreja Matriz de Moncarapacho

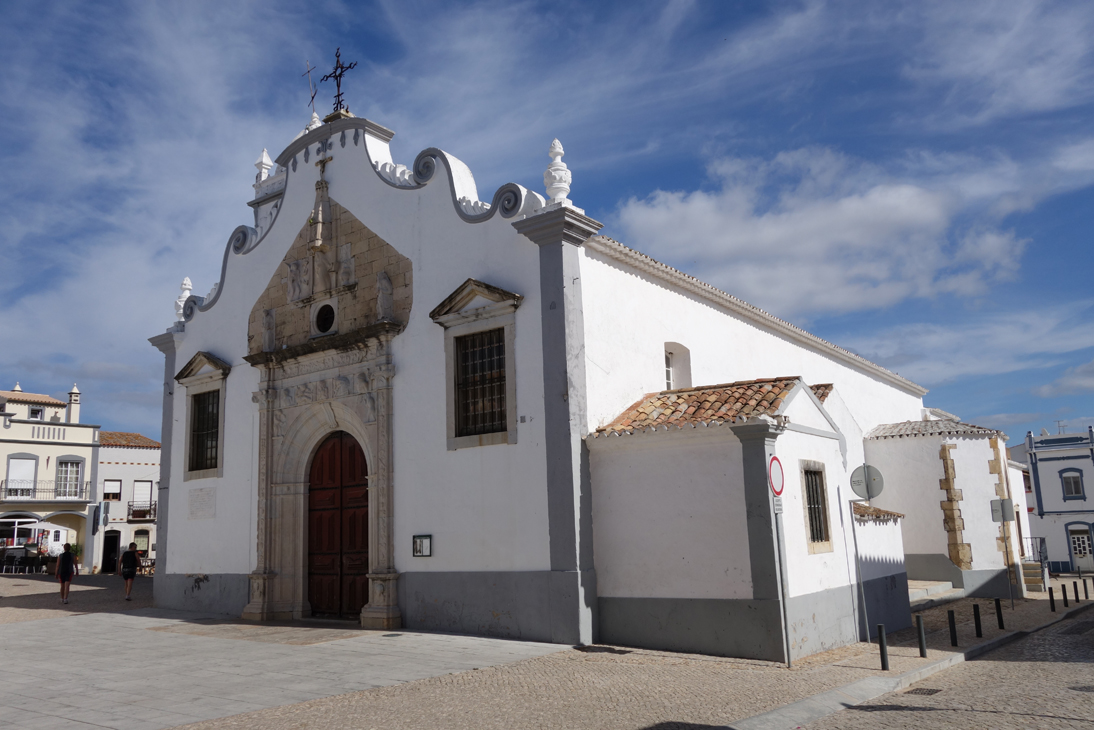
Igreja Matriz de Moncarapacho

A Igreja Matriz de Moncarapacho, também conhecida como Igreja de Nossa Senhora da Graça, é um edifício religioso situado na localidade de Moncarapacho, no Município de Olhão, em Portugal.

## História e descrição
A igreja é dedicada a Nossa Senhora da Graça. Um dos principais elementos é o pórtico principal, executado por André Pilarte, e que é considerado como um dos principais deste tipo na região. Este pórtico ostenta uma intricada decoração escultórica, incluindo uma figura de um ecce homo e vários soldados romanos com chicotes. Destacam-se igualmente os grotescos nas pilastras e no friso superior. No interior da igreja, são de especial interesse as pinturas nas capelas das Almas, do Calvário e de Santo António, e o conjunto de imagens, que incluem a Nossa Senhora do Rosário e o Senhor da Paciência.
Tem as suas origens num templo medieval, que foi reconstruído durante a época renascentista.

## Leitura recomendada
- Vilas e Aldeias do Algarve Rural 2ª ed. Faro: Globalgarve/Alcance/In Loco/Vicentina. 2003. 171 páginas. ISBN 972-8152-27-2